# Contea di Meath
Il Meath (in gaelico irlandese An Mhí, il "centro", esteso Contae na Mí) è una delle 32 contee dell'Irlanda tradizionali e una delle 29 amministrative della Repubblica d'Irlanda. Vicinissima alla capitale Dublino, confina in senso orario ad est con il Mare d'Irlanda, a sud-est con la contea di Fingal, a sud con le contee di Kildare ed Ofaly, ad ovest con quella di Westmeath, a nord-ovest con le due contee della Repubblica nell'Ulster, Cavan e Monaghan, e a nord-est infine con la piccola contea di Louth. Fa parte della provincia del Leinster, anche se anticamente formava gran parte di una provincia autonoma più piccola delle altre che portava lo stesso nome della contea attuale.
Viene informalmente chiamata the Royal county, perché al suo interno è situata l'antica Collina Reale di Tara, sede dell'High King of Ireland. Il Meath è forse la contea più impregnata di connotati storici e tradizionali della sua nazione, per la presenza di siti archeologici straordinari come Newgrange e Tara.
La county town, ovvero il capoluogo, è di fatto Navan (in quanto sede del Consiglio della Contea), per quanto non sia da dimenticare il ruolo di Trim, spesso considerata il vero centro principale dal punto di vista storico: Trim è tra l'altro sede della circuit court.

## Toponomastica
Meath, viene dal gaelico irlandese An Mhí, che significa "il centro". Era infatti, a suo tempo, la provincia centrale dell'Irlanda.

## Topografia

### Orografia e geologia

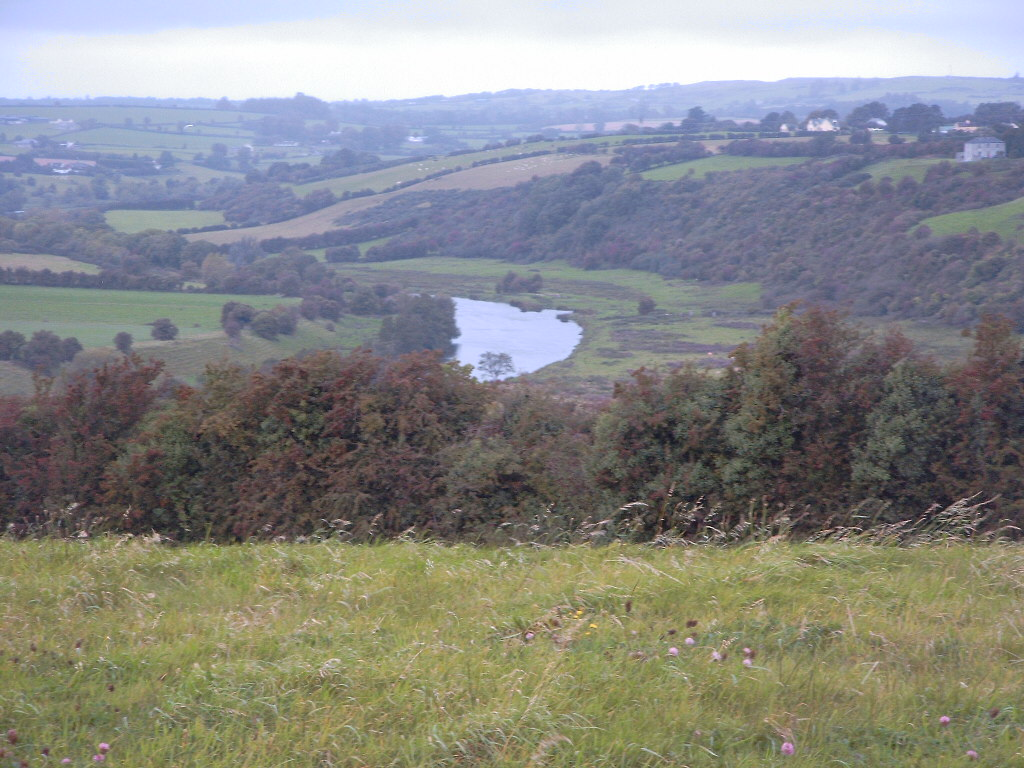
Paesaggio del Meath, col fiume Boyne al centro

Il Meath è una contea quasi totalmente contraddistinta di vasti paesaggi collinari, che raggiungono una certa elevazione soltanto nelle parti occidentali, senza tuttavia perdere le caratteristiche di campagna e di territorio piuttosto dolce.
Nel nord il terreno è formato da rocce siluriane e molto materiale igneo, in parte contemporaneo, ed in parte intrusivo, specialmente vicino Slane. Calcare del Carbonifero si estende dalla Valle del Boyne fino ai confini con Dublino, dando luogo ad una vasta pianura che ben si adatta all'allevamento. In certi tratti il terreno fuoriesce dallo strato del suolo, anche se non c'è traccia di carbone.
Eccetto per una piccola parte occupata dalla palude di Allen, la contea è verdeggiante e prospera. Il suolo è principalmente una vasta zona di argilla piuttosto ricca che riposa su ghiaia di calcare, ma varia da strati argillosi forti a ghiaia sabbiosa leggera. La proporzione tra coltivazione e pascolo è grosso modo da 1 a 31. Le principali piante coltivate sono avena, patate e rape, mentre l'allevamento comprende capi di bestiame bovini, ovini e pollame.

### Costa e isole
Il Meath ha un piccolo fazzoletto di costa, lungo a malapena 16 km, a nord della contea di Dublino: piatta e assolutamente non impervia, non ha tuttavia alcun porto di una certa importanza. Laytown è una piccola località di villeggiatura a circa 7 km da Drogheda.
Non ci sono isole al largo della contea.

### Idrografia

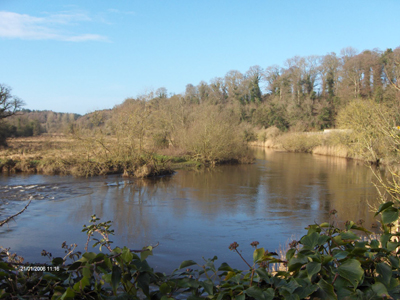
Boyne
Il fiume principale della contea, frequentato dai pescatori, a tratti navigabile e ricco di siti archeologici sulle sue sponde

Il fiume principale è il Boyne, che entra nel Meath nella sua estremità sud-occidentale e, scorrendo verso nord-est e Drogheda, lo divide in due parti abbastanza uguali in dimensioni. A Navan confluisce nel Boyne anche il Blackwater, secondo fiume della contea,  che invece giunge da nord-ovest dal Cavan. Entrambi i corsi d'acqua sono rinomati per la buona quantità di trote e salmoni nelle loro acque.
Il Boyne è discretamente navigabile e connette Navan a Trim con un canale. Il Royal Canal passa sul confine meridionale della contea venendo da Dublino.

### Clima
Il clima del Meath è molto più mite rispetto ad altre parti d'Irlanda, anche confinanti, e favorevole alla coltivazione di ogni genere di cereali. La quantità di precipitazioni è molto intensa ma, in confronto ad altre parti d'Irlanda, decisamente inferiori.

## Storia

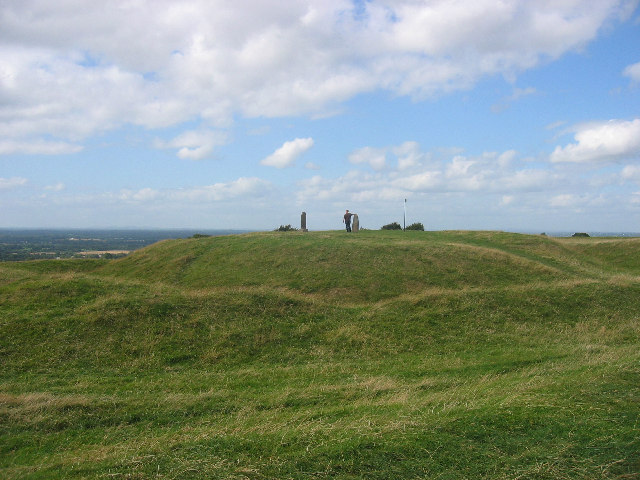
Tara
La mitologica collina dei re, sede dei Re supremi d'Irlanda per secoli.

Il territorio dell'attuale Meath era già frequentato da popolazioni preistoriche e celtiche da più di 2 000 anni, come testimoniano moltissimi siti archeologici.
Una zona conosciuta come Meath (Midhe), che includeva la presente contea oltre al Westmeath, Longford,e parti di Cavan, Kildare ed Offaly, fu formata da Tuathal Teachtmhar (nel 130 circa) nel Regno di Mide, che serviva come luogo di banchetto e di residenza personale dell'Ard Ri (Re supremo d'Irlanda). I Re del Meath regnarono fino al 1173, ma il titolo fu reclamato fino al tardo XV secolo dai loro discendenti fino a che Hugh de Lacy ottenne la signoria della regione da Enrico II d'Inghilterra. Il Meath venne quindi notevolmente rimpicciolito ed entrò a far parte del "Pale".
Tuttavia acquistò lo status di contea durante il regno di Edoardo I nel 1296, e divenne proprietà dei discendenti della Corona, all'inizio nella persona di Edoardo IV, ed in quel momento fu regolarmente definito nei confini. Nel 1543 parte della contea venne divisa per formare il Westmeath, una contea a parte, anche se verso il 1598 qualcuno ancora considerava come Meath una provincia che includeva Westmeath, East Meath, Longford e Cavan. Fu nella prima parte del XVII secolo che fu formalmente stabilita come contea, e mai più considerata come la quinta provincia d'Irlanda.

## Politica

Il logo della contea, alternativo allo stemma ufficiale, adottato dal Consiglio

L'attuale County Council fu istituito nel 1899 e riconosciuto anche costituzionalmente nel 1999: è formato da 29 membri eletti proporzionalmente ogni 5 anni.
Fianna Fáil ha controllato con una netta maggioranza il County Council dal 1985 fino al 1991 e nuovamente dal 1999 al 2004. L'attuale composizione prevede questa spartizione dei seggi:
- Fianna Fáil 12,
- Fine Gael 9,
- Sinn Féin 2,
- Partito Laburista 1,
- Green Party 1,
- Indipendenti 4.

L'organo si occupa delle materie solitamente destinate a tutte le contee della Repubblica d'Irlanda.

## Cultura

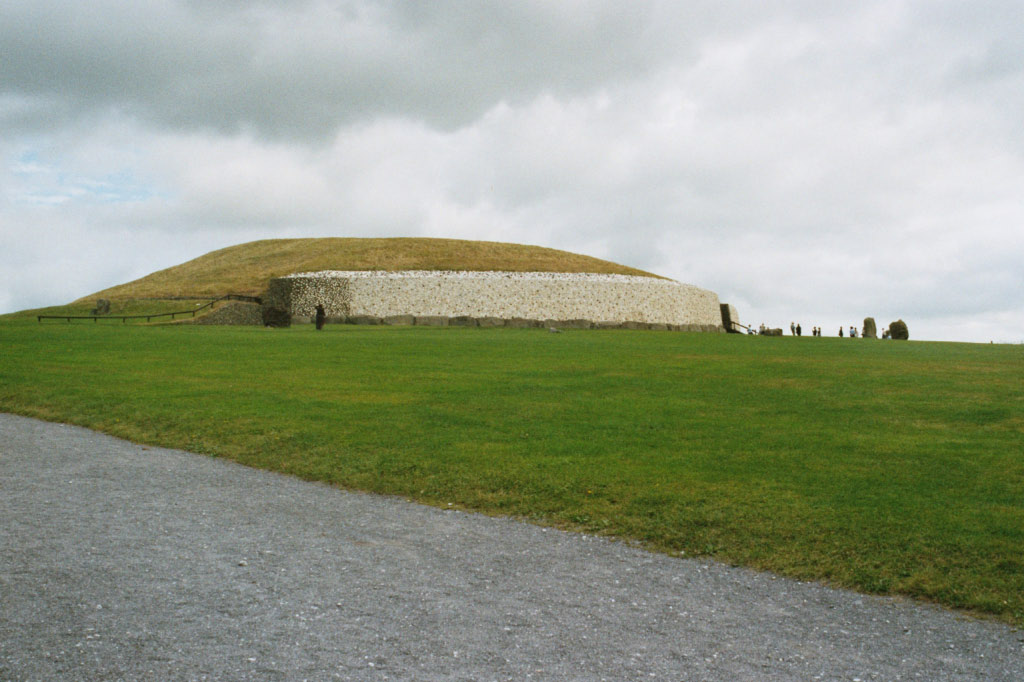
Valle del Boyne
Il celebre tumulo di Newgrange, antico più di 3.000 anni, uno dei luoghi archeologici più famosi d'Irlanda

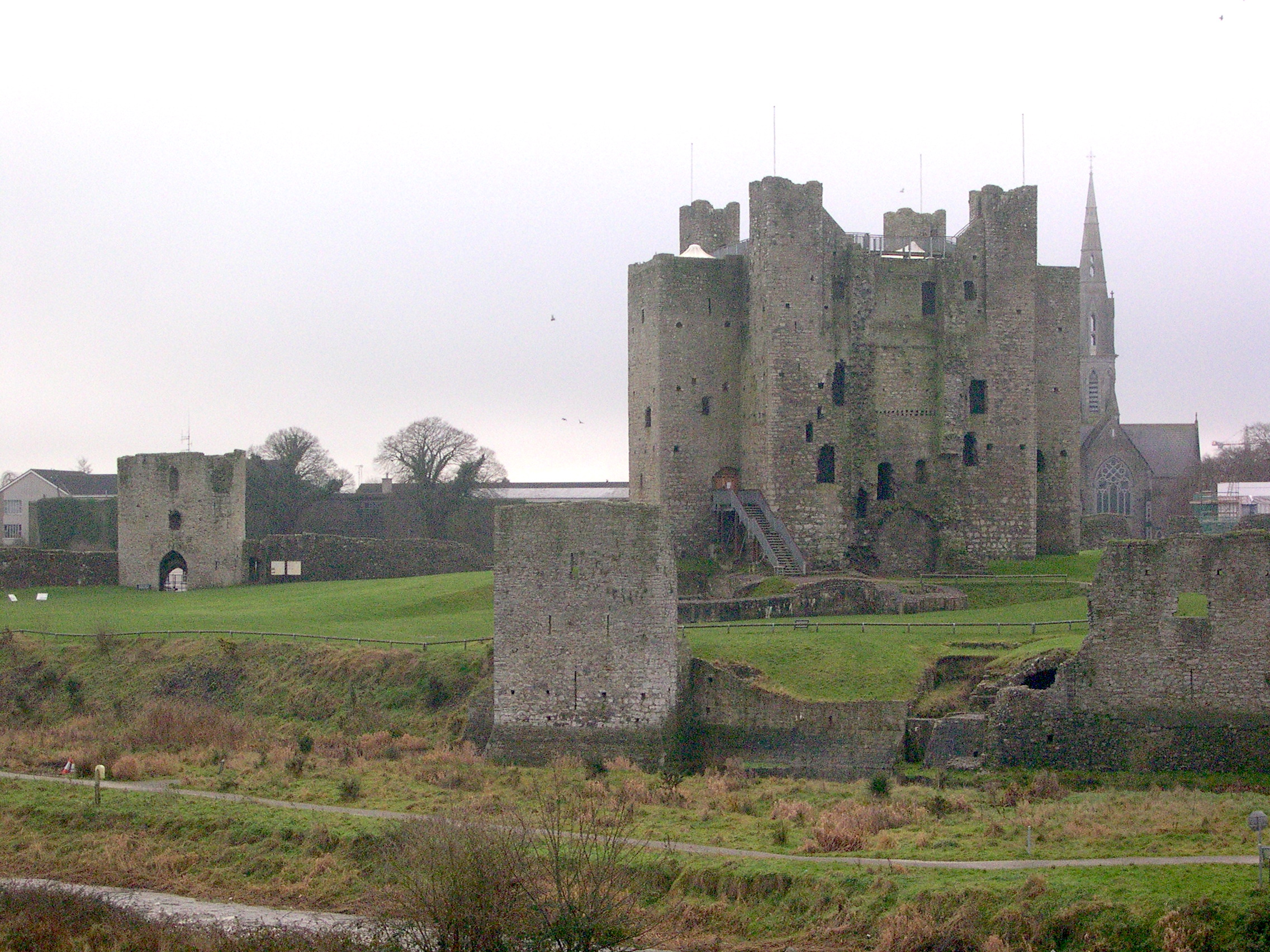
Castello di Trim

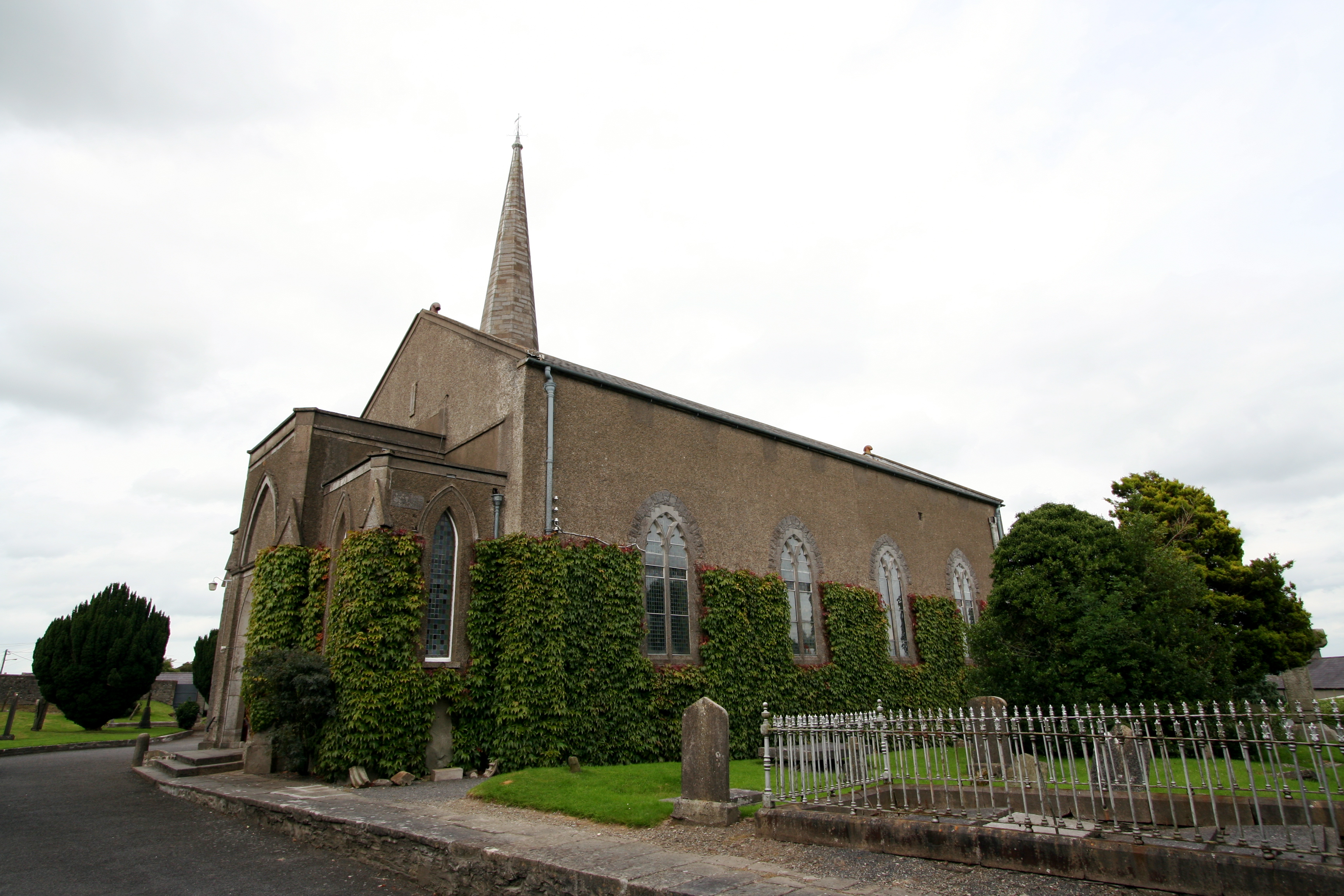
Abbazia di Kells

Culturalmente il Meath è una delle contee più importanti d'Irlanda: se non possiede i paesaggi spettacolari e selvaggi delle zone occidentali, la contea è comunque tra le più visitate per il suo patrimonio archeologico e storico di primo piano. Sopravvive inoltre qui l'ultimo nucleo di popolazione che parla gaelico a livello vernacolare di tutta l'Irlanda orientale.
Il sito archeologico per eccellenza d'Irlanda è la Valle del Boyne (Brú na Bóinne) nella località di Newgrange, complesso megalitico di circa 3200 anni fa facente parte dei Patrimoni dell'Umanità dell'UNESCO e situato nella valle del fiume Boyne. Il sito comprende circa cinquanta tombe di origine celtica preistorica e reperti, tra i quali spiccano tre tombe a tumulo, ovvero il celebre tumulo di Newgrange, il tumulo di Knowth e infine quello di Dowth. Solo le prime due sono visitabili di tutte e cinquanta. Tutta la zona circostante al Boyne è comunque un susseguirsi di tombe e reperti considerevoli.
Un altro sito famoso e molto visitato è la già citata Tara, tutt'oggi in fase di scavo per quel che è più una vasta zona archeologica che non una vera e propria collinetta. La parte più interessante e conosciuta è quella del Tumulo degli ostaggi e della Pietra del Re, simbolo fallico e di potenza.
Ci sono due antiche torri circolari, una a Kells e una a Donaghmore, vicino Navan. 
Anche i monasteri erano numerosissimi nel Meath, ed oggi ci rimangono i ruderi di quello di Duleek, il quale si pensa sia stato il primo in tutta l'Irlanda fatto di pietra e calce; gli impressionanti resti dell'Abbazia di Bective; quelli di Clonard, dove c'era anche una cattedrale ed un collegio.
Delle antiche fortificazioni, il castello di Trim è ancora ben preservato, ma ci sono molti pittoreschi ruderi, anche di vecchie mansioni, nel territorio. Degno di nota e anche lo Slane Castle.

## Economia, trasporti e infrastrutture

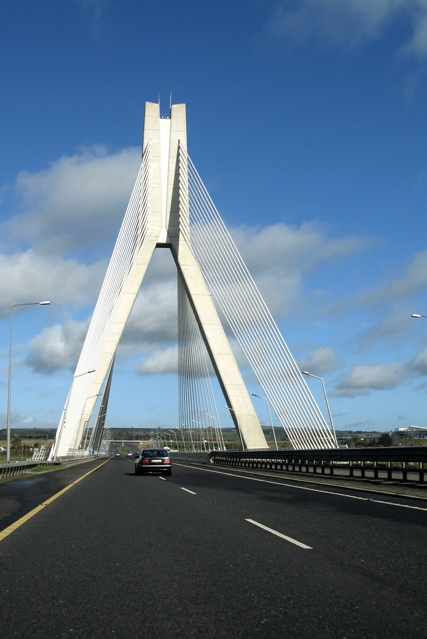
Il Boyne Bridge

L'economia si basa principalmente su allevamento di bovini, coltivazione di patate e grano, settore che sta tuttavia perdendo il primato lasciando il posto a quello immobiliare: la vicinanza alla capitale irlandese Dublino infatti, colpita da un altissimo costo del mattone e sovrappopolata, sta facendo sorgere moltissimi sobborghi nel Meath e ripopolare le cittadine già esistenti, che si stanno riempiendo di pendolari e di "quartieri dormitorio".
Di notevole importanza anche il turismo.
A livello di infrastrutture, il Meath è tagliato da due strade nazionali primarie, la N2 e la N3. In progetto anche la costruzione di un'autostrada, la M3, che sta creando però notevoli contrasti sociali per il fatto che passi proprio sotto alla collina di Tara.

### L'oscillazione demografica

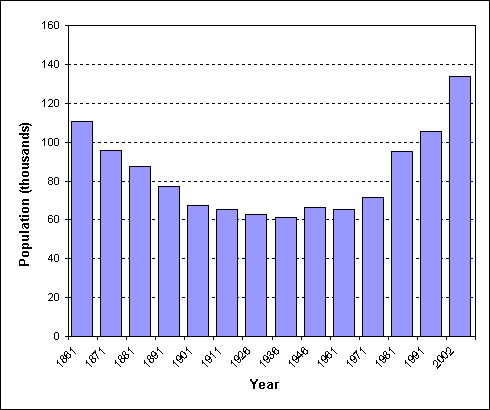
Grafico dell'oscillazione demografica.

La situazione socio-economica esposta sopra da una parte, e la Grande Carestia del 1860 dall'altra hanno creato nel Meath strane evoluzioni demografiche: dalla metà dell'Ottocento agli anni '30 del 900, la popolazione arrivò addirittura a dimezzarsi, mentre ora sta aumentando a dismisura.
- 1861: 110 373
- 1871: 95 558
- 1881: 87 469
- 1891: 76 987
- 1901: 67 497
- 1911: 65 091
- 1926: 62 969
- 1936: 61 405
- 1946: 66 232
- 1961: 65 122
- 1971: 71 729
- 1981: 95 419
- 1991: 105 370
- 2002: 134 005